# Eremophanoides tanganjicae
Eremophanoides tanganjicae är en skalbaggsart som beskrevs av Stefan von Breuning 1978. Eremophanoides tanganjicae ingår i släktet Eremophanoides och familjen långhorningar. Inga underarter finns listade i Catalogue of Life.